# El Faro Astorgano

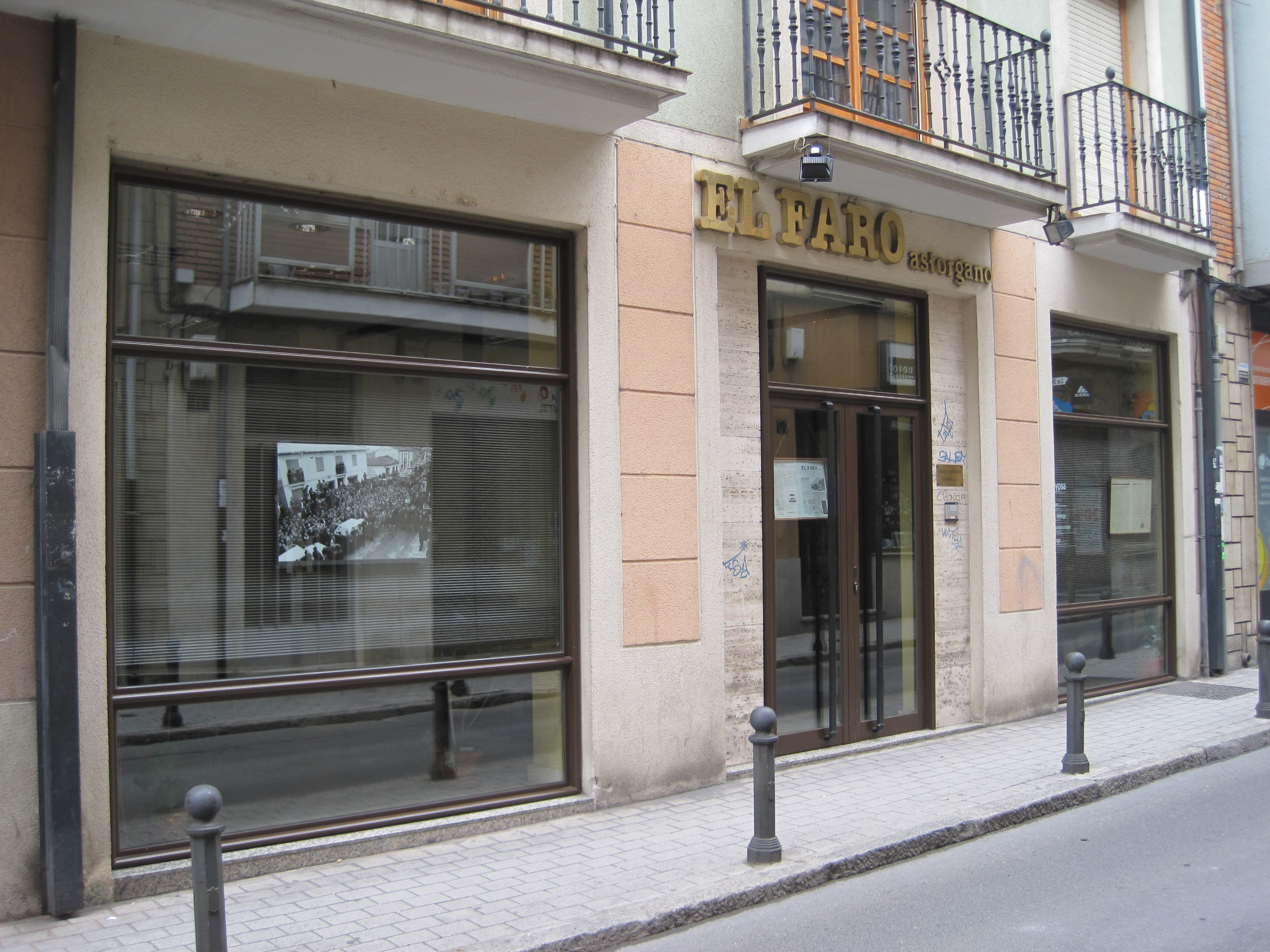
Sede del periódico

El Faro Astorgano es un periódico regional publicado en Astorga, España.

## Historia
El periódico nació el 13 de junio de 1903, bajo la dirección de Porfirio López, y se proclamaba «defensor de los intereses morales y materiales de la región». Salía tres días por semana —lunes, miércoles y viernes— y cubría información local, regional, diocesana y provincial, además de contar con un servicio telegráfico nacional e internacional. La suscripción mensual costaba cinco céntimos en 1904 y una peseta en 1925. Se publicaron números extra, folletones, hojas deportivas y octavillas con noticias de alcance, y mantuvo distintas polémicas con otros periódicos como La Luz y El Pensamiento. Entre sus colaboradores más conocidos se encontraban Álvaro Panero, Félix Cuquerella, Genaro Geijo, Pepe Cabezas, Pelayo Loydi y Lorenzo López Sancho. Esta primera etapa finalizó con su desaparición en 1933.
Con la publicación del último ejemplar de El Pensamiento Astorgano en 1979, la ciudad se quedaba sin prensa escrita tras un siglo y medio de tradición periodística. Sin embargo, el 19 de junio de 1980, Ediciones y Publicaciones Astorganas, S.A. (Edypsa) recuperó la cabecera de El Faro Astorgano y desde entonces se encarga de su edición. Se publica cinco veces por semana —lunes, martes, jueves, viernes y sábado— y sus contenidos se centran en Astorga y sus comarcas y, en menor medida, la diócesis de Astorga, la provincia de León y la comunidad autónoma de Castilla y León.